# Anthidium dalmaticum
Anthidium dalmaticum là một loài ong trong họ Megachilidae.

## Phân bố
Nó được tìm thấy ở Croatia và Hy Lạp.